# فیل دالهاسر
فیلیپ فیل پیتر دالهاسر (انگلیسی: Philip "Phil" Peter Dalhausser) با نام کوتاه فیل دالهازر یا فیل دالهاسر (زاده ۲۶ ژانویه ۱۹۸۰) بازیکن حرفه‌ای والیبال ساحلی اهل آمریکا است. او و تاد راجرز ترکیب تیم ملی والیبال ساحلی ایالات متحده آمریکا را تا سال ۲۰۱۳ تشکیل می‌دادند و در این مدت یکی از دو تیم برتر تاریخ والیبال ساحلی از نظر مدال و افتخارات بوده‌اند. دالهاسر مدال طلا المپیک ۲۰۰۸ را با درخشش خود و راجرز به دست آورد. یک طلا و یک برنز قهرمانی جهان و چهار مدال طلا تور جهانی از دیگر دست‌آوردهای فیل به شمار می‌رود. او در دانشگاه مرکزی فلوریدا با حضور لامبدا چی آلفا جایزه جایزه ویلیام جی مورگان باارزش‌ترین بازیکن را دریافت کرد.